# ひたか良
ひたか 良（ひたか りょう、1月25日 - ）は、日本の漫画家。青森県十和田市出身。1977年（昭和52年）4月、「週刊マーガレット」18号の『満月の夜にはバラの花』でデビュー。
1979年（昭和54年）、『ムーンライトSOS』の連載を皮切りに1988年（昭和63年）まで「週刊マーガレット」や「ザ・マーガレット」で執筆したが雑誌改編に伴い集英社を離れる。1990年（平成2年）から秋田書店の「サスペリア」に移り、その後は内田康夫原作の「浅見光彦シリーズ」の漫画化のほか各誌でティーンズラブ作品なども執筆。近年では携帯コミックを主な活動の場としている。

## 単行本

### 集英社
- ムーンライトSOS（マーガレットコミックス、1979年12月、全1巻[3]）
- ザ・先生ション!（マーガレットコミックス、全2巻[4]）
- チャイニーズ台風（マーガレットコミックス、全2巻[5]）
- 裸足のスーパーギャル（マーガレットコミックス、全7巻[6]）
- あくまでキッス!!（集英社漫画文庫、1982年10月、全1巻[7]）
- 飛翔伝説（マーガレットコミックス、全3巻[8]）
- 学園あんたっちゃぶる!（マーガレットコミックス、1983年8月、全1巻[9]）
- コンピューター・ヒーロー（マーガレットコミックス、1983年11月、全1巻[10]）
- ヒット・エンド・LOVE（マーガレットコミックス、全2巻[11]）
- 今夜はルナティック!（マーガレットコミックス、1985年6月、全1巻[12]）
- 黒髪塚（マーガレットコミックス、1985年10月、全1巻[12]）
- 光へのストローク（マーガレットコミックス、全2巻[13]）
- Min2パニック（マーガレットコミックス、1986年5月、全1巻[14]）
- 黒の迷宮（マーガレットコミックス、1987年9月、全1巻[15]）
- トラブル・コレクション（マーガレットコミックス、1988年3月、全1巻[16]）
- 姫草子サスペンス（マーガレットコミックス、1988年11月、全1巻[17]）

### 秋田書店
- 妖鬼妃
- 幻竜戦記
- お祓い探偵団
- 白狐奇譚
- 倉敷殺人事件（原作・内田康夫）
- 恐山殺人事件（原作・内田康夫）
- 名探偵 猫丸先輩の事件簿2（原作・倉知淳）

### その他
- 甘いレッスン
- ココロまで熱くして
- 幸福の秘訣（原作：マーガレット・メイヨー、ハーレクインコミックス、2021年10月[18]）